# Supergill
Supergill, född 1985 på Castleton Farm i Lexington, Kentucky, död den 16 mars 2019 i San Michele al Tagliamento i Italien, var en amerikansk varmblodig travhäst och avelshingst. Han tränades av Jan Johnson i Nordamerika och kördes ibland av svenske Berndt Lindstedt.

## Karriär
Supergill föddes på Castleton Farm i Lexington, Kentucky, och såldes som ettåring på Tattersalls Yearling Sale i Lexington 1986 för rekordsumman 500 000 dollar.
Supergill tävlade åren 1987–1988 och sprang in 4,3 miljoner kronor på 22 starter varav 8 segrar, 8 andraplatser och 1 tredjeplats. Han tog karriärens största seger i Peter Haughton Memorial (1987), körd av Berndt Lindstedt.
Efter tävlingskarriären har han varit avelshingst. Han har lämnat efter sig stjärnor som Toss Out (1990), Rite On Line (1991), Running Sea (1993), Malabar Man (1994), Mastery (1995), Giant Diablo (2000), Classic Grand Cru (2003) och Traveling Man (2005). Han är även morfar till bland andra Royal Fighter (2008), Mosaique Face (2009), Reckless (2010), Ringostarr Treb (2010) och Sorbet (2011). Han har tilldelats den högsta avelsbedömningen "Elithingst" för sin utomordentliga förärvning.

### Död
Supergill dog på morgonen den 16 mars 2019 på Allevamento Toniatti i San Michele al Tagliamento i Italien.